# Kabinet-Drees III
Het kabinet-Drees III (ook bekend als Drees IV) was het Nederlandse kabinet van 13 oktober 1956 tot 22 december 1958. Leden waren de Partij van de Arbeid (PvdA), Katholieke Volkspartij (KVP), Anti-Revolutionaire Partij (ARP) en de Christelijk-Historische Unie (CHU) na de Tweede Kamerverkiezingen van 1956. Het centrum kabinet-Drees III was een meerderheidskabinet dat zowel in de Eerste Kamer en Tweede Kamer kon rekenen op een ruime meerderheid. Het kabinet-Drees III was een voortzetting van het vorige kabinet Drees II en de rooms-rode coalitie.

## Verloop
Het kabinet krijgt te maken met verschillende internationale spanningen. Eind 1956 leiden een crisis rond het Suezkanaal en een opstand tegen het Stalinistische bewind in Hongarije tot internationale monetaire en economische problemen. Op financieel gebied ontstaan als gevolg van belangrijke loonstijgingen en belastingverlagingen er een overbesteding en dreigt de export in gevaar te komen. Minister van Financiën Henk Hofstra komt daarom met een bestedingsbeperking waarmee vanaf 1957 de 'tering naar de nering' moet worden gezet. Op 17 februari 1957 brengt minister Henk Hofstra daarover een nota uit. Zowel de inkomens van de burgers als de uitgaven en investeringen van de overheid worden gematigd. Bij het rijk gaat het om een bezuiniging van 200 miljoen.
Op 25 maart 1957 ondertekent minister van Buitenlandse Zaken Joseph Luns namens de regering de Verdragen van Rome waarmee onder meer de Europese Economische Gemeenschap wordt opgericht en de Europese Gemeenschap voor Atoomenergie. Hiermee wordt een verdere stap gezet naar economische integratie in West-Europa. In 1958 wordt in Den Haag een verdrag ondertekend over instelling van de Benelux economische unie, waardoor de grenzen tussen Nederland, België en Luxemburg geleidelijk zullen verdwijnen.

### Personele wijzigingen
Op 16 maart 1957 stapt staatssecretaris van Onderwijs, Kunsten en Wetenschappen Anna de Waal (KVP) op nadat minister van Onderwijs, Kunsten en Wetenschappen Jo Cals (KVP) in haar ogen zich te veel met de onderwijspolitiek ging bemoeien. Ook speelde mee dat er op 12 november 1956 een tweede staatssecretaris op het ministerie van Onderwijs, Kunsten en Wetenschappen werd toegevoegd, die enkele portefeuilles zoals Volksontwikkeling en Jeugdwerk van haar over had genomen.
Op 1 januari 1958 treedt minister van Landbouw, Visserij en Voedselvoorziening Sicco Mansholt (PvdA) af nadat hij is benoemd tot eurocommissaris. Op 13 januari 1958 wordt PvdA–Tweede Kamerlid Anne Vondeling beëdigd als zijn opvolger.
Op 1 juni 1958 stapt staatssecretaris van Oorlog Ferdinand Kranenburg (PvdA) op nadat er ernstige kritiek ontstond op zijn aanschaffingsbeleid. Op 25 oktober 1958 wordt de voormalig burgemeester van Enschede Meine van Veen (PvdA) benoemd als zijn opvolger.
Op 10 oktober 1958 treedt minister van Verkeer en Waterstaat Jacob Algera (ARP) af vanwege gezondheidsredenen. Op 1 november 1958 wordt de Haagse wethouder Jan van Aartsen (ARP) beëdigd als zijn opvolger.

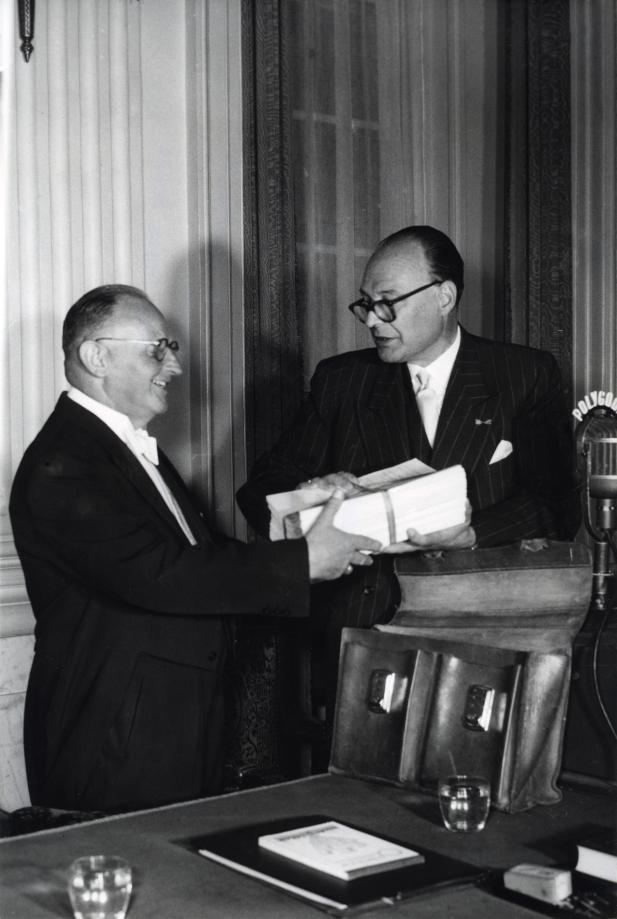
Minister van Financiën Henk Hofstra overhandigt de miljoenennota in de Tweede Kamer op 17 september 1957.

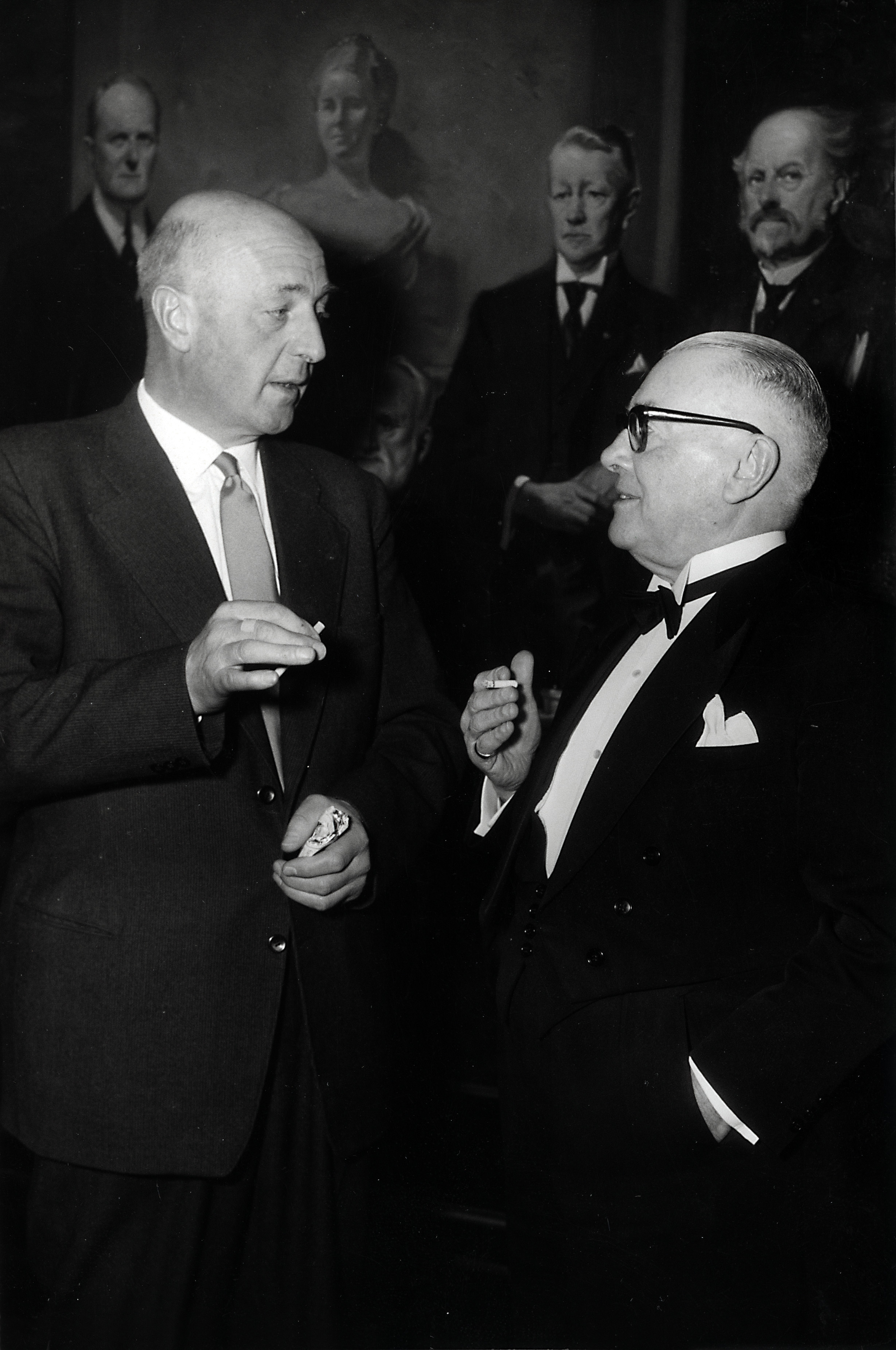
Minister van Landbouw, Visserij en Voedselvoorziening Sicco Mansholt en voorzitter van de Tweede Kamer Rad Kortenhorst op 12 december 1957.

## Ambtsbekleders
| Ambtsbekleders                           | Ambtsbekleders              | Ambtsbekleders                              | Ministers / Ministerie                          | Ministers / Ministerie | Termijn                             | Partij |
| ---------------------------------------- | --------------------------- | ------------------------------------------- | ----------------------------------------------- | --- | ----------------------------------- | ------ |
|                                          | W. (Willem) Drees           | W. (Willem) Drees (1886–1988)               | Minister-president / Minister                   | Algemene Zaken | 7 augustus 1948 – 22 december 1958  | PvdA   |
|                                          | J.G. (Ko) Suurhoff          | J.G. (Ko) Suurhoff (1905–1967)              | Minister                                        | Binnenlandse Zaken | 13 oktober 1956 – 29 oktober 1956   | PvdA   |
|                                          | A.A.M. (Teun) Struycken     | mr. A.A.M. (Teun) Struycken (1906–1977)     | Minister                                        | Binnenlandse Zaken, Bezitsvorming en Publiekrechtelijke Bedrijfsorganisatie                                                                            | 29 oktober 1956 – 19 mei 1959       | KVP    |
| Vicepremier                              | A.A.M. (Teun) Struycken     | mr. A.A.M. (Teun) Struycken (1906–1977)     |                                                 | Binnenlandse Zaken, Bezitsvorming en Publiekrechtelijke Bedrijfsorganisatie                                                                            | 29 oktober 1956 – 19 mei 1959       | KVP    |
|                                          | J.M.A.H. (Joseph) Luns      | mr. J.M.A.H. (Joseph) Luns (1911–2002)      | Minister                                        | Buitenlandse Zaken | 13 oktober 1956 – 6 juli 1971       | KVP    |
|                                          | H.J. (Henk) Hofstra         | mr. H.J. (Henk) Hofstra (1904–1999)         | Minister                                        | Financiën | 13 oktober 1956 – 22 december 1958  | PvdA   |
|                                          | I. (Ivo) Samkalden          | mr.dr. I. (Ivo) Samkalden (1912–1995)       | Minister                                        | Justitie | 13 oktober 1956 – 22 december 1958  | PvdA   |
|                                          | J. (Jelle) Zijlstra         | dr. J. (Jelle) Zijlstra (1918–2001)         | Minister                                        | Economische Zaken | 2 september 1952 – 19 mei 1959      | ARP    |
|                                          | C. (Kees) Staf              | ir. C. (Kees) Staf (1905–1973)              | Minister                                        | Oorlog | 15 maart 1951 – 19 mei 1959         | CHU    |
| Marine                                   | C. (Kees) Staf              | ir. C. (Kees) Staf (1905–1973)              | Minister                                        | | 15 maart 1951 – 19 mei 1959         | CHU    |
|                                          | J.G. (Ko) Suurhoff          | J.G. (Ko) Suurhoff (1905–1967)              | Minister                                        | Sociale Zaken en Volksgezondheid | 2 september 1952 – 22 december 1958 | PvdA   |
|                                          | J.M.L.Th. (Jo) Cals         | mr. J.M.L.Th. (Jo) Cals (1914–1971)         | Minister                                        | Onderwijs, Kunsten en Wetenschappen | 2 september 1952 – 24 juli 1963     | KVP    |
|                                          | J. (Jacob) Algera           | mr. J. (Jacob) Algera (1902–1966)           | Minister                                        | Verkeer en Waterstaat | 2 september 1952 – 10 oktober 1958  | ARP    |
|                                          | H.B.J. (Herman) Witte       | ir. H.B.J. (Herman) Witte (1909–1973)       | Minister                                        | Verkeer en Waterstaat | 10 oktober 1958 – 1 november 1958   | KVP    |
|                                          | J. (Jan) van Aartsen        | mr. J. (Jan) van Aartsen (1909–1992)        | Minister                                        | Verkeer en Waterstaat | 1 november 1958 – 19 mei 1959       | ARP    |
|                                          | S.L. (Sicco) Mansholt       | S.L. (Sicco) Mansholt (1908–1995)           | Minister                                        | Landbouw, Visserij en Voedselvoorziening | 25 juni 1945 – 1 januari 1958       | PvdA   |
|                                          | C. (Kees) Staf              | ir. C. (Kees) Staf (1905–1973)              | Minister                                        | Landbouw, Visserij en Voedselvoorziening | 1 januari 1958 – 13 januari 1958    | CHU    |
|                                          | A. (Anne) Vondeling         | dr.ir. A. (Anne) Vondeling (1916–1979)      | Minister                                        | Landbouw, Visserij en Voedselvoorziening | 13 januari 1958 – 22 december 1958  | PvdA   |
|                                          | H.B.J. (Herman) Witte       | ir. H.B.J. (Herman) Witte (1909–1973)       | Minister                                        | Volkshuisvesting en Bouwnijverheid | 2 september 1952 – 19 mei 1959      | KVP    |
|                                          | M.A.M. (Marga) Klompé       | dr. M.A.M. (Marga) Klompé (1912–1986)       | Minister                                        | Maatschappelijk Werk | 13 oktober 1956 – 24 juli 1963      | KVP    |
|                                          | C. (Kees) Staf              | ir. C. (Kees) Staf (1905–1973)              | Minister                                        | Overzeese Rijksdelen | 18 juli 1956 – 16 februari 1957     | CHU    |
|                                          | G.Ph. (Gerard) Helders      | mr. G.Ph. (Gerard) Helders (1905–2013)      | Minister                                        | Overzeese Rijksdelen | 16 februari 1957 – 19 mei 1959      | CHU    |
| Ambtsbekleders                           | Ambtsbekleders              | Ambtsbekleders                              | Staatssecretarissen / Portefeuille / Ministerie | Staatssecretarissen / Portefeuille / Ministerie | Termijn                             | Partij |
|                                          | W.K.N. (Norbert) Schmelzer  | drs. W.K.N. (Norbert) Schmelzer (1921–2008) | Staatssecretaris                                | • Bezitsvorming • Rijksdienst • Publiekrechtelijke Bedrijfs- organisatie (Binnenlandse Zaken, Bezitsvorming en Publiekrechtelijke Bedrijfsorganisatie) | 29 oktober 1956 – 19 mei 1959       | KVP    |
|                                          | E.H. (Ernst) van der Beugel | E.H. (Ernst) van der Beugel (1918–2004)     | Staatssecretaris                                | • Europese Zaken (Buitenlandse Zaken) | 8 januari 1957 – 22 december 1958   | PvdA   |
|                                          | G.M.J. (Gerard) Veldkamp    | dr. G.M.J. (Gerard) Veldkamp (1921–1990)    | Staatssecretaris                                | • Middenstand • Toerisme (Economische Zaken) | 10 oktober 1952 – 17 juli 1961      | KVP    |
|                                          | F.J. (Ferdinand) Kranenburg | mr. F.J. (Ferdinand) Kranenburg (1911–1994) | Staatssecretaris                                | • Materieel- voorzieningen • Personeels- beleid (Oorlog)                                                                                               | 1 juni 1951 – 1 juni 1958           | PvdA   |
|                                          | M. (Meine) van Veen         | M. (Meine) van Veen (1893–1970)             | Staatssecretaris                                | • Materieel- voorzieningen • Personeels- beleid (Oorlog)                                                                                               | 25 oktober 1958 – 22 december 1958  | PvdA   |
|                                          | H.C.W. (Harry) Moorman      | H.C.W. (Harry) Moorman (1899–1971)          | Staatssecretaris                                | • Personeels- beleid (Marine) | 1 mei 1949 – 19 mei 1959            | KVP    |
|                                          | A.A. (Aat) van Rhijn        | mr.dr. A.A. (Aat) van Rhijn (1892–1986)     | Staatssecretaris                                | • Sociale Zekerheid • Arbeids- omstandigheden (Sociale Zaken en Volksgezondheid)                                                                       | 15 februari 1950 – 22 december 1958 | PvdA   |
|                                          | A. (Anna) de Waal           | dr. A. (Anna) de Waal (1906–1981)           | Staatssecretaris                                | • Algemeen Voortgezet Onderwijs • Hoger Onderwijs • Nijverheid Onderwijs (Onderwijs, Kunsten en Wetenschappen)                                         | 2 februari 1953 – 16 maart 1957     | KVP    |
|                                          | R.G.A. (René) Höppener      | mr. R.G.A. (René) Höppener (1903–1983)      | Staatssecretaris                                | • Volks- ontwikkeling • Jeugdbeleid • Cultuurbeleid • Kunstbeleid • Mediabeleid • Sport • Natuurbehoud (Onderwijs, Kunsten en Wetenschappen)           | 12 november 1956 – 19 mei 1959      | KVP    |
| Bron: Kabinet-Drees III Rijksoverheid.nl |                             |                                             |                                                 | |                                     |        |

## Kabinetsformatie
- Tweede Kamerverkiezingen 1956: 13 juni 1956
- Beëdiging kabinet: 13 oktober 1956
- Duur formatie: 119
- Formateur
  - dr. W. (Willem) Drees (PvdA), (16 juni 1956 – 23 juli 1956) 39 dagen
- Formateur
  - mr. C.P.M. (Carl) Romme (KVP), (24 juli 1956 – 1 augustus 1956) 9 dagen
- Informateur
  - mr.dr. P. (Piet) Lieftinck (PvdA), (7 augustus 1956 – 20 augustus 1956) 14 dagen
- Informateur
  - mr.dr. W.F. (Gaius) de Gaay Fortman (ARP), (22 augustus 1956 – 15 september 1956) 25 dagen
- Informateur
  - mr. J.A.W. (Jaap) Burger (PvdA), (20 september 1956 – 8 oktober 1956) 19 dagen
- Formateur
  - dr. W. (Willem) Drees (PvdA), (9 oktober 1956 – 11 oktober 1956) 3 dagen

## Reden ontslagaanvraag
Op 11 december 1958 kwam er een einde aan de dertien jaar samenwerking van de christendemocraten ('rooms') en sociaaldemocraten ('rood') de zogenoemde rooms-rode coalitie. In de maanden voor de crisis waren de verhoudingen tussen de partijen verslechterd. De oorzaken ervan lagen veel dieper en hadden hun wortels al in de verkiezingsstrijd en kabinetsformatie van 1956. Bovendien had de PvdA eerder in 1958 bij de Staten- en gemeenteraadsverkiezingen nederlagen geleden. Tijdens een Kamerdebat over de verlenging van de belastingverhoging werd er door KVP–Tweede Kamerlid Anton Lucas een amendement ingediend met het voorstel om enkele tijdelijke belastingverhogingen niet met twee, maar slechts met één jaar te verlengen. In zijn betoog gaf minister van Financiën Henk Hofstra (PvdA) aan dat het door de Tweede Kamer aanvaarden van dit amendement zou kunnen leiden tot een kabinetscrisis. Een poging van KVP-Tweede Kamer-fractievoorzitter Carl Romme om tot een compromis te komen mislukte. De Tweede Kamer nam het amendement met 88 tegen 55 stemmen aan. Alleen PvdA en CPN stemden tegen. De PvdA–bewindslieden boden hierop hun ontslag aan en de overige bewindslieden stelden hierna hun portefeuilles ter beschikking. Het kabinet bleef demissionair aan tot het werd opgevolgd door het rompkabinet Beel II op 22 december 1958.